# Zschorgula
Zschorgula ist ein Ortsteil von Nautschütz, einem Ortsteil von Schkölen im Saale-Holzland-Kreis in Thüringen.

## Geografie und Geologie
Zschorgula liegt im Nordosten von Thüringen in einem Tal der Wethau am Rande des kupierten Ackerlandumfeldes von Schkölen. Der Weiler befindet sich nahe der Landesstraße 1372 westlich eines Wäldchens. Das Umfeld des Weilers ist von Sand- oder Kiesgruben doch recht gestört.

## Geschichte
Die erste urkundliche Erwähnung der Ansiedlung fand 1234–1241 statt. Der Ortsname taucht 1240 als Tschornoglowy („Schwarzen Aue“) in einer Urkunde auf. Seit dem 1. Januar 1997 gehört Zschorgula zur Einheitsgemeinde Schkölen im Saale-Holzland-Kreis. Am 15. Januar 2008 hatte das Dorf 85 Einwohner und 25 Häuser.

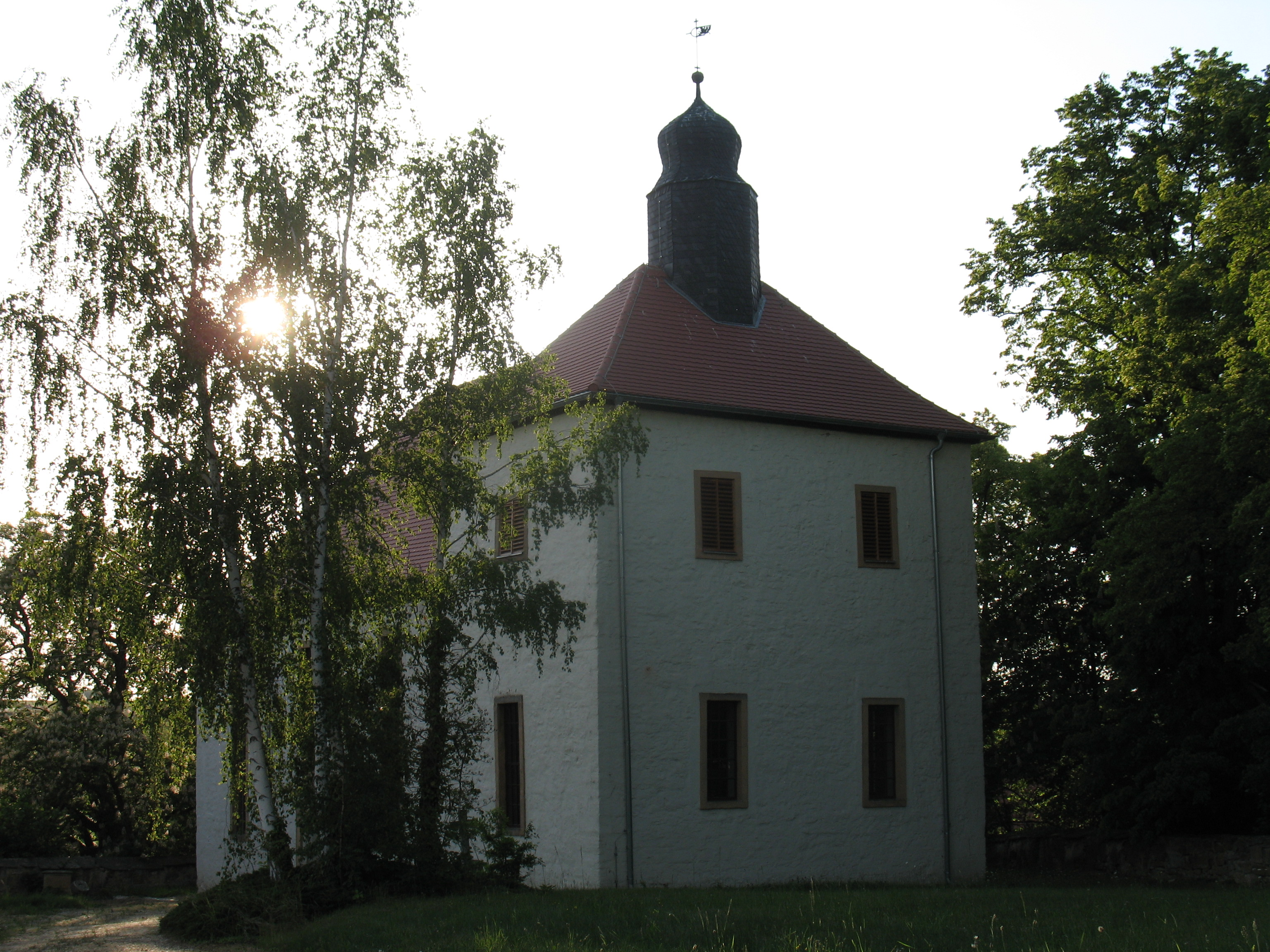
Kirche Zschorgula

## Kultur und Sehenswürdigkeiten
- Schulmuseum
- Kirche Zschorgula
- das Wethautal mit seiner Naturschönheit